# Lux Noctis
Albums de Coronatus
von Engeln nur
(2003) Porta Obscura
(2008)
Lux Noctis est le premier album du groupe de metal gothique allemand Coronatus, publié le 21 septembre 2007 chez Massacre Records.

## Liste des chansons
Toutes les chansons sont écrites et composées par Coronatus.
| No  | Titre                       | Durée |
| --- | --------------------------- | ----- |
| 1.  | Interrote Speranze          | 1:28  |
| 2.  | The Scream of the Butterfly | 4:17  |
| 3.  | Silberlicht                 | 4:01  |
| 4.  | Dunkle Blume                | 4:37  |
| 5.  | My Rose Desire              | 4:01  |
| 6.  | Winter                      | 1:36  |
| 7.  | Hot & Cold                  | 5:40  |
| 8.  | Requiem Tabernam            | 4:36  |
| 9.  | Ich Atme Zeit               | 4:30  |
| 10. | In Remembrance              | 0:52  |
| 11. | Volles Leben                | 3:52  |